# Hsin Pei
Hsin Pei  (chinês: 心培和尚, pinyin: Xīnpéi Héshàng) (Penghu, 13 de março de 1970) é um monge budista da ordem Fo Guang Shan.
Foi ordenado abade muito jovem, e ocupa a segunda posição na hierarquia da ordem Fo Guang Shan. Cantor e compositor  talentoso, é de sua autoria o álbum de cantos budistas “Infinite Vows”.